# Rezerwat przyrody Rozumice
Rezerwat przyrody Rozumice – leśny rezerwat przyrody w gminie Kietrz, w powiecie głubczyckim, w województwie opolskim. Leży kilkaset metrów na południowy wschód od wsi Rozumice, tuż przy granicy z Czechami.
Należy do Nadleśnictwa Rudy Raciborskie. Rezerwat został utworzony w roku 2000 dla ochrony lasu liściastego „o cechach naturalnych z udziałem chronionych i rzadkich gatunków w runie”. Ma powierzchnię 93,10 ha. Las odznacza się dobrym stanem zdrowotnym, zróżnicowaniem gatunkowym oraz niezakłóconym układem pięter. Rezerwat charakteryzuje się ciekawymi zbiorowiskami leśnymi: lasem jesionowym – występuje u wlotu wąwozu, łęgiem jesionowo-olszowym oraz jesionowo-wiązowym (wiązowy występuje na większej powierzchni niż jesionowy), grądem występującym na stokach o zróżnicowanych warunkach glebowych, lasem dębowo-brzozowym na glebach bielicowych oraz acydofilnym lasem mieszanym, który występuje na zboczu zachodnim.
Flora rezerwatu jest bogata. Występuje tu 171 gatunków roślin naczyniowych, z czego 7 chronionych. Do najciekawszych elementów roślinnych należą cieszynianka wiosenna, która występuje na Morawach i wkroczyła tu przez Bramę Morawską, lilia złotogłów oraz turzyca zgrzebłowata, która do końca XX w. była poza tym w Polsce podawana jedynie z okolic Szczecina.
Obszar rezerwatu podlega ochronie ścisłej (58,18 ha) i czynnej (34,92 ha).

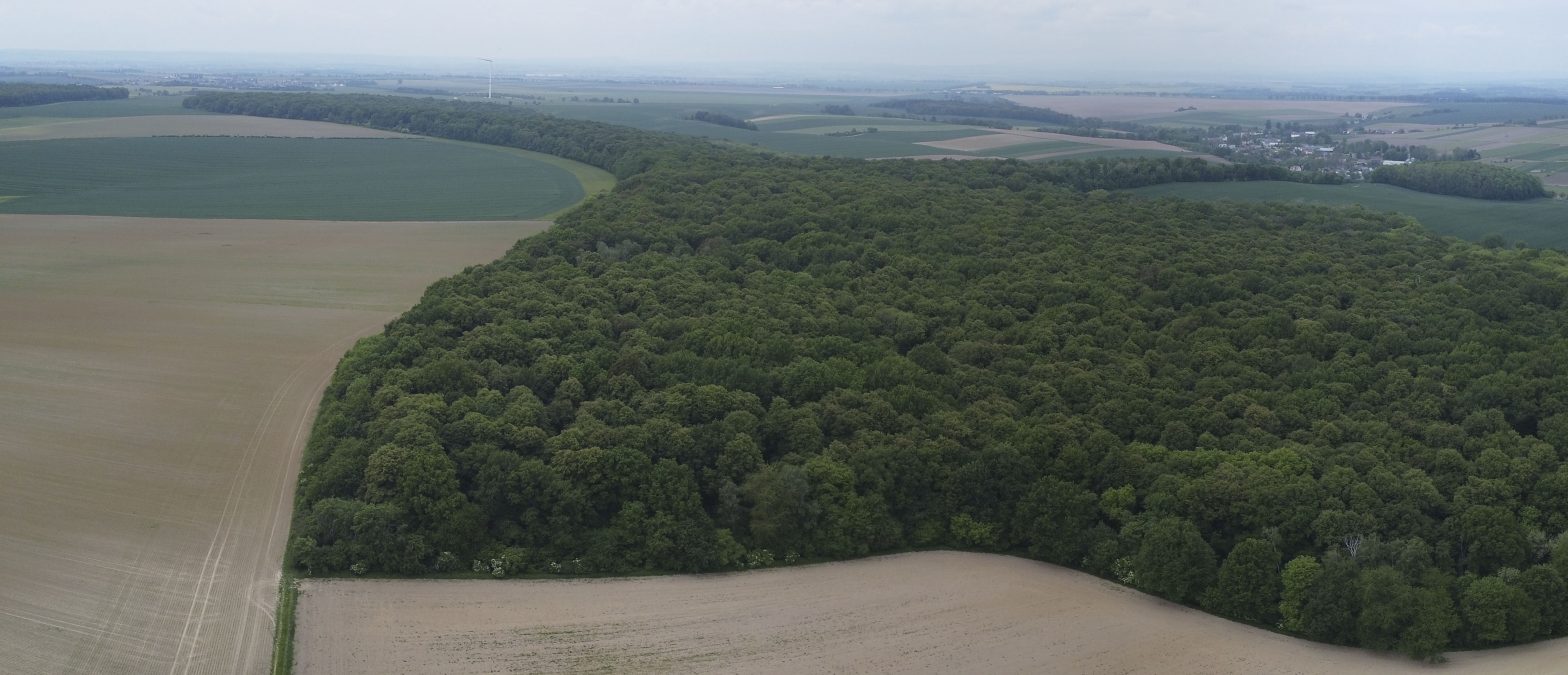
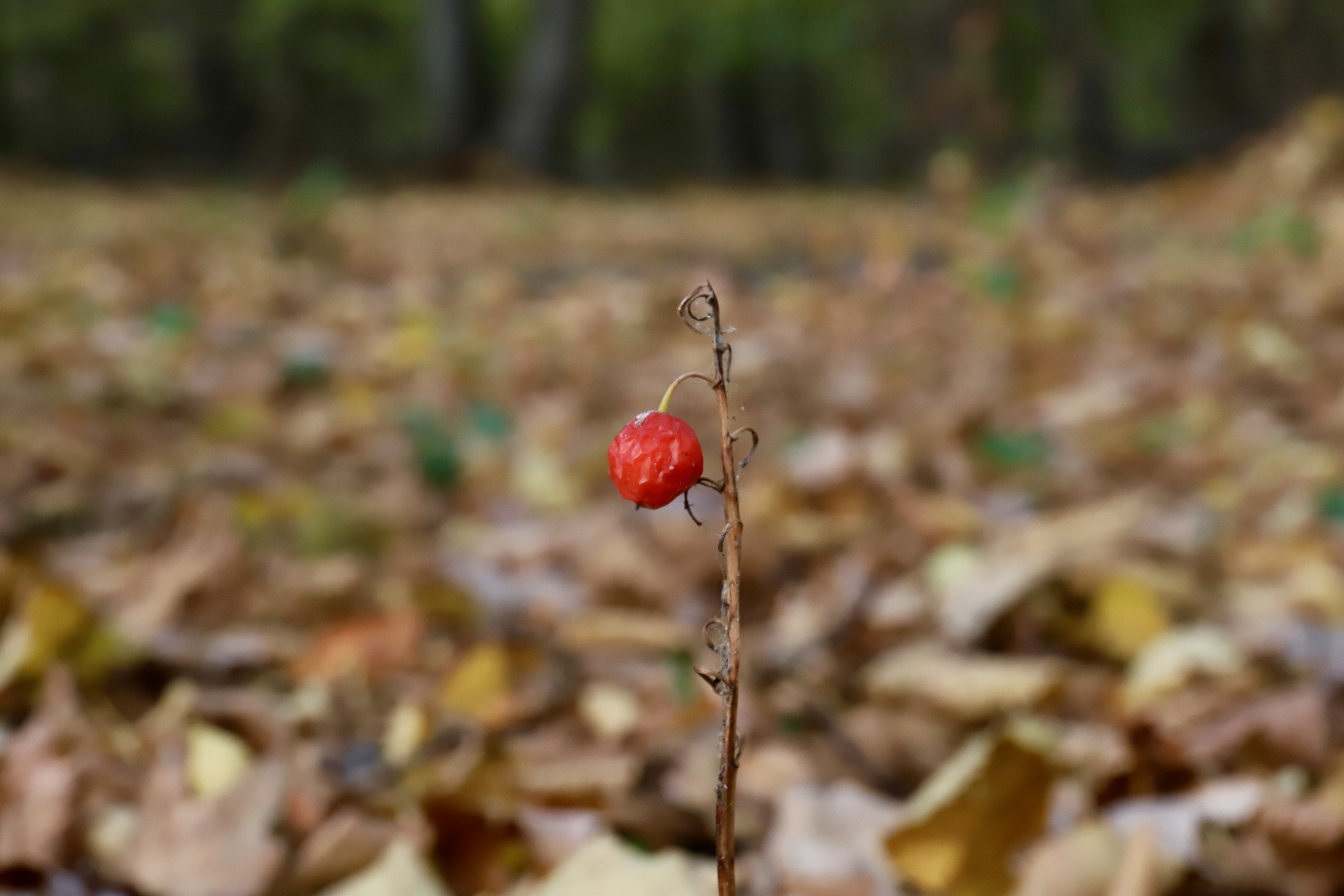
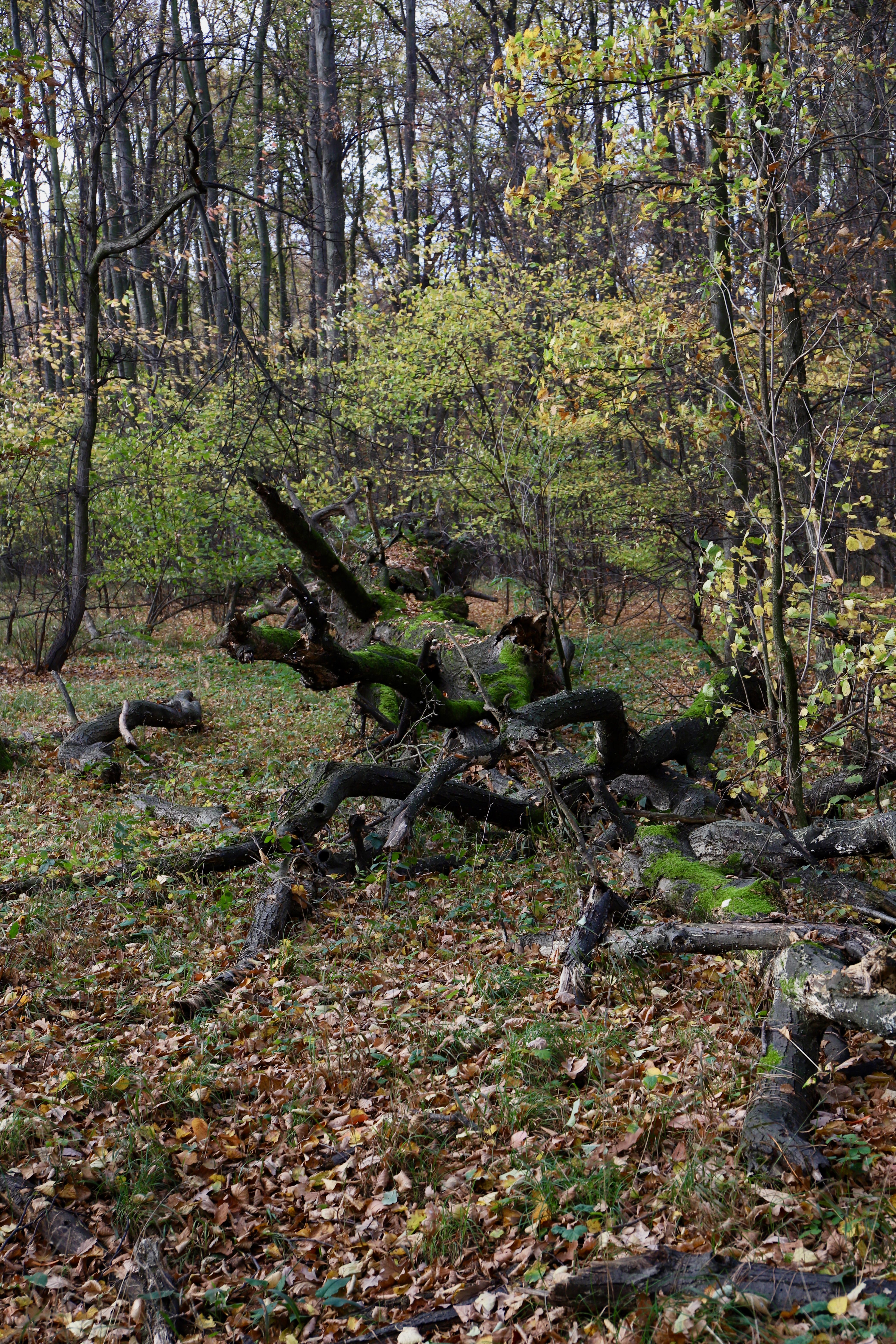
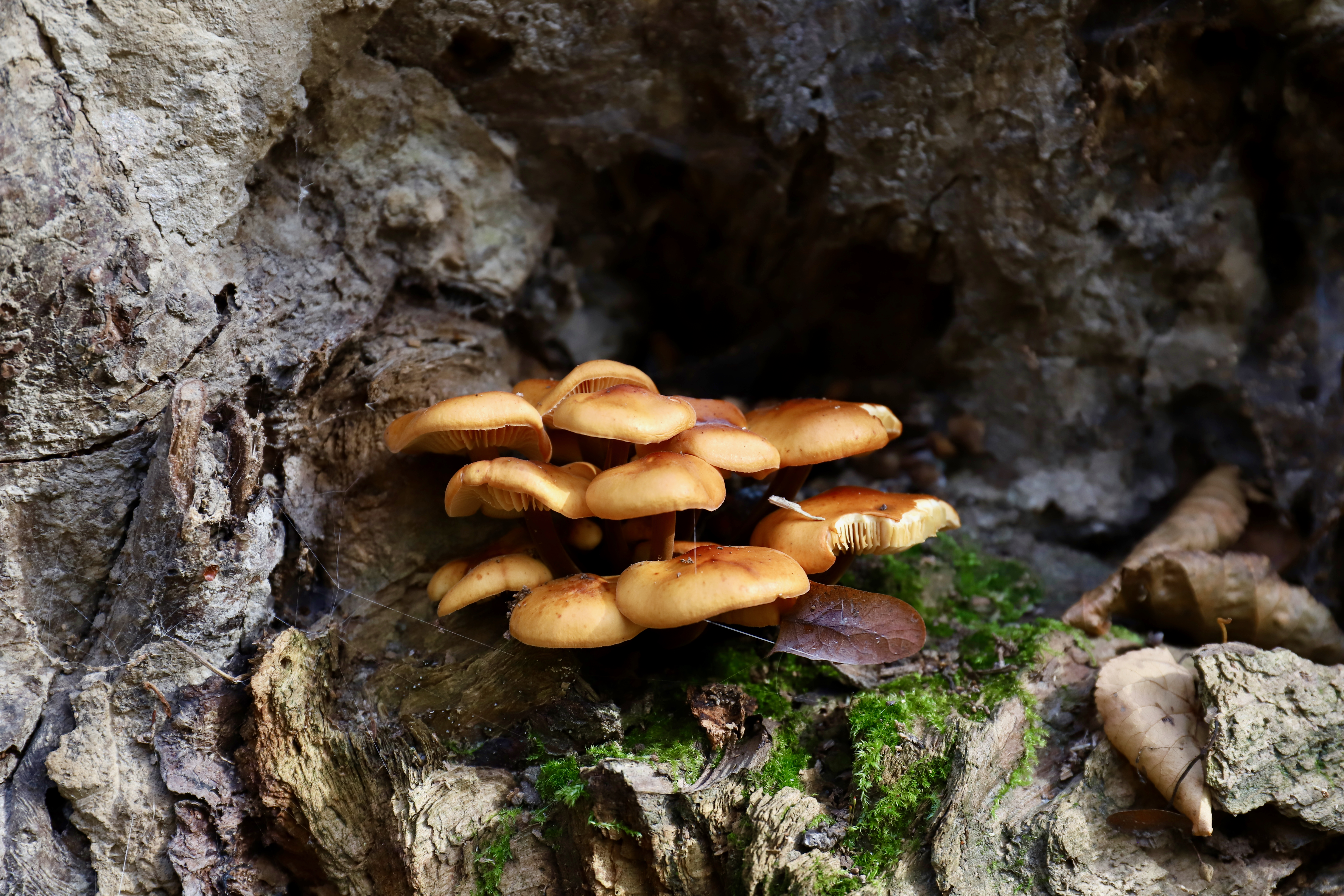
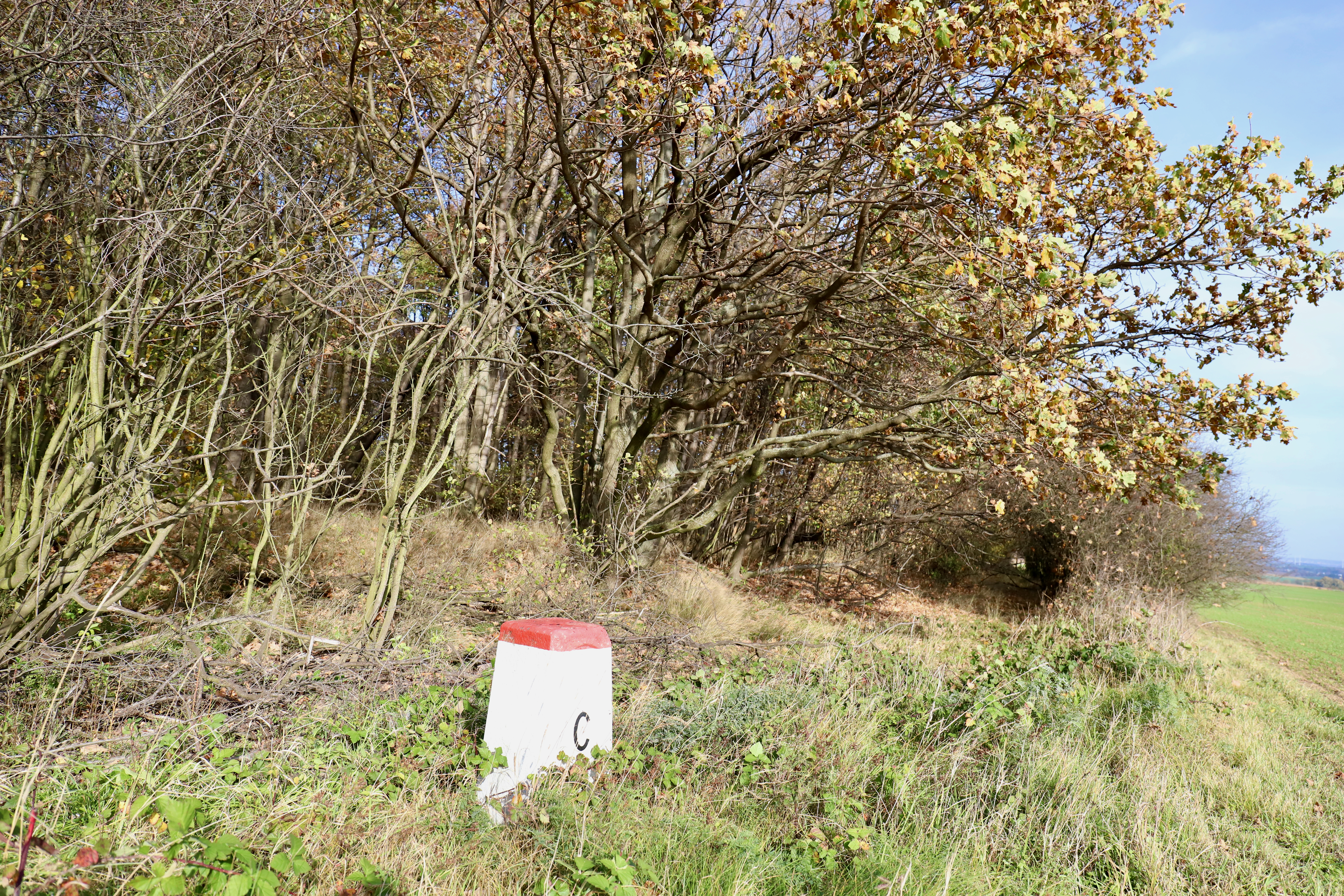
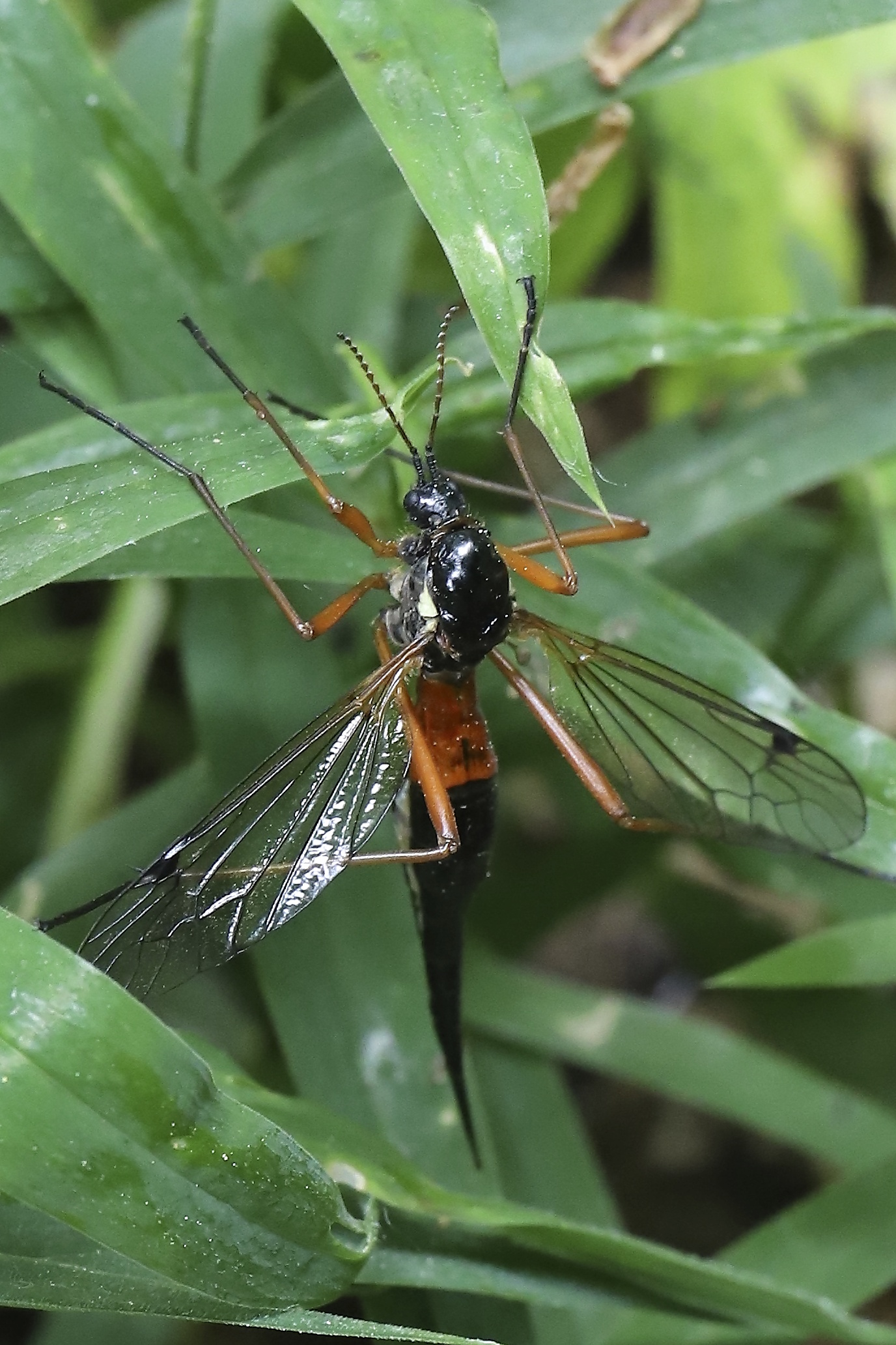